# Comunità montana Aventino-Medio Sangro
La Comunità montana Aventino - Medio Sangro (zona Q) era stata istituita con la Legge regionale 14 settembre 1993, n. 53 della Regione Abruzzo, che ne ha anche approvato lo statuto. La sede si trovava nel comune di Palena, in località Quadrelli. Comprendeva undici comuni della provincia di Chieti:
- Casoli
- Civitella Messer Raimondo
- Colledimacine
- Gessopalena
- Lama dei Peligni
- Lettopalena
- Palena
- Pennadomo
- Roccascalegna
- Taranta Peligna
- Torricella Peligna

La Regione Abruzzo ha abolito la Comunità montana insieme a tutte le altre comunità montane nel 2013.